# هادی اصغری
هادی اصغری (زادهٔ ۲۲ اردیبهشت ۱۳۶۰ در سلماس)، بازیکن فوتبال اهل ایران می‌باشد. 

## آقای گلی در لیگ برتر
هادی اصغری در فصل ۸۷–۱۳۸۶ لیگ برتر که عضو تیم راه‌آهن بود، با به ثمر رساندن ۱۸ گل، به‌طور مشترک با محسن خلیلی از تیم پرسپولیس عنوان آقای گلی این فصل از مسابقات لیگ برتر را نیز کسب کرد.